# Ньютон Кеннон
Ньютон Кеннон (англ. Newton Cannon; 22 травня 1781, Гілфорд, Північна Кароліна — 16 вересня 1841, Нешвіл, Теннессі) — американський політик, губернатор штату Теннессі (1835—1839).
Розпочав свою політичну кар'єру як демократичний республіканець. Був членом Палати представників США 1814—1817 та 1819—1823. Брав участь у виборах губернаторів штату Теннессі з 1827 року, коли програв конгресмену Сему Х'юстону.
Кеннон був провідним противником Ендрю Джексона в штаті Теннессі і приєднався до партії вігів. Балотувався на третій термін на посаді губернатора, але програв демократу Джеймсу Полку.
Округ Кеннон названий на честь Ньютона Кеннона.